# Nitocrella motasi
Nitocrella motasi är en kräftdjursart som beskrevs av Petkovski 1976. Nitocrella motasi ingår i släktet Nitocrella och familjen Ameiridae. Inga underarter finns listade i Catalogue of Life.